# 布赫貝格山 (上奧地利州)
48°28′08″N 14°34′02″E / 48.468767°N 14.567084°E

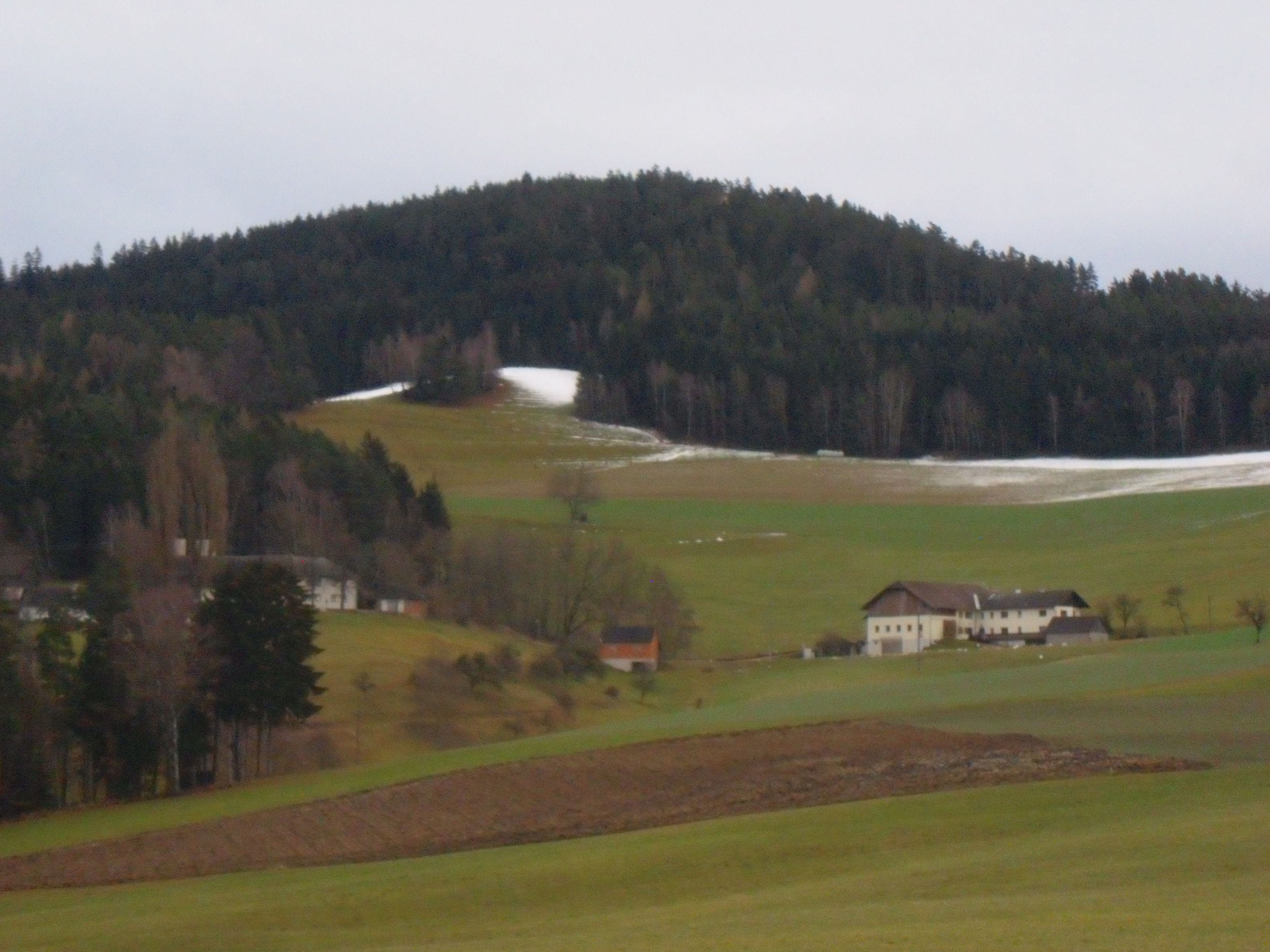

布赫貝格山（德語：Buchberg），是奧地利的山峰，位於該國北部，由上奧地利州負責管轄，海拔高度813米，每年平均降雨量1,231毫米，山體由花崗岩組成。